# Gynoplistia incisa
Gynoplistia incisa là một loài ruồi trong họ Limoniidae. Chúng phân bố ở miền Australasia.